# John Pierrakos
John Pierrakos (Neon Oitylon, 8 de fevereiro de 1921 - 1 de fevereiro de 2001) foi um psiquiatra e terapeuta greco-estadunidense. Em 1955, fundou, junto com Alexander Lowen, a terapia conhecida como análise bioenergética. Em 1969, fundou o "Centro para o novo homem", mais tarde renomeado instituto Pathwork, combinando elementos da bioenergética com elementos de espiritualidade. Em 1973, fundou o instituto Core Energetics (Energética da Essência). 

## Biografia
Pierrakos nasceu numa pequena vila na Grécia. De sua infância, guardou a lembrança da afetividade de sua mãe e das demais mulheres, da disciplina de seu pai e da forte repressão sexual pregada pela Igreja Ortodoxa Grega. Aos nove anos, se mudou para Atenas. Em 1939, fugindo da Segunda Guerra Mundial, se mudou para os Estados Unidos e entrou na Universidade Columbia para estudar medicina. Em 1944, foi recrutado pelo Exército dos Estados Unidos e se naturalizou estadunidense. Depois de formado em medicina, decidiu fazer o doutorado em filosofia de psiquiatria. Trabalhou por dois anos junto com Wilhelm Reich, quando conheceu também Alexander Lowen. 
Depois de alguns anos trabalhando num hospital de Nova Iorque, abriu um consultório particular em Greenwich Village, onde contava com a colaboração ocasional de Alexander Lowen. Em 1955, Pierrakos e Lowen fundaram a análise bioenergética, baseada nas pesquisas de Wilhelm Reich. Por volta de 1964, Pierrakos conheceu Eva Broch (que passou a assinar Eva Pierrakos), uma médium que dava palestras sobre espiritualidade. Pierrakos e Eva se casaram e, em 1969, fundaram o "Centro para o novo homem", mais tarde renomeado instituto Pathwork, onde fundiram a bioenergética com a espiritualidade. Em 1973, fundaram o instituto Core Energetics, que deu continuidade aos trabalhos do instituto Pathwork.

## Análise
Retomando o trabalho de Wilhelm Reich sobre feridas existenciais, ele definiu oito delas: abandono, rejeição, humilhação, traição, injustiça, intrusão, impotência, insegurança. Posteriormente, Lise Bourbeau define 5, sem os três últimos, em seu livro classificado best-seller "As 5 lesões que impedem você de ser você mesmo".

## Obras
- ̈"Energética da Essência: Desenvolvendo a Capacidade de Curar e Amar"
- "Love, Love and Sexuality"[7]

em inglês
- Core Energetics, Developing the Capacity to Love and Heal, LifeRhythm, Mendocino, California (1973)
- The Case of the Broken Heart (1974)
- The Plight of the Modern Woman (1975)
- Human Energy Systems Theory (1976)
- Eros, Love & Sexuality, The Forces That Unify Man and Woman, LifeRhythm, Mendocino, California (1997)